# رون إيست
رون إيست (بالإنجليزية: Ron East)‏ هو لاعب كرة قدم أمريكية أمريكي، ولد في 26 أغسطس 1943 في بورتلاند في الولايات المتحدة.

## وصلات خارجية
- رون إيست على موقع مرجع كرة القدم المحترفة.كوم (الإنجليزية)